# John Gill

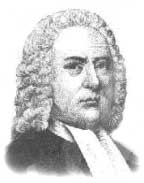
John Gill

John Gill (1697 - 1771) a fost un baptist englez, biblist și calvinist înflăcărat.

## Biografie
S-a născut la Kettering, Northamptonshire pe 23 noiembrie 1697. În copilărie a urmat școala de gramatică din Kettering, stăpânind clasicii latini și învățând greaca înainte de a fi împlinit 11 ani. Tânărul erudit a continuat prin studiu individual aprofundarea unor domenii ce acopereau spectrul de la logică la ebraică. Dragostea pentru ebraică o va păstra, de fapt, întreaga viață.
În jurul vârstei de 12 ani, Gill a ascultat o predică a pastorului său, William Wallis, la textul "Atunci Domnul Dumnezeu l-a chemat pe Adam și i-a zis: "Unde ești?"" (Facerea 3:9). Mesajul l-a urmărit pe Gill și, în cele din urmă, a dus la convertirea acestuia. Doar la 19 ani, însă,  a făcut tânărul John o mărturisire publică.
Prima sa lucrare pastorală a fost ca asistent al lui John Davis la Higham Ferrers în 1718. În 1719 a  fost chemat să păstorească Biserica Baptistă Strictă de la Goat Yard Chapel, Horsleydown, Southwark. Având nevoie de o clădire mai mare, congregația sa s-a mutat în Carter Lane, St Olave's Street, Southwark în anul 1757. Pastorala sa a ținut 51 de ani. Această biserică baptistă va deveni mai târziu Tabernacolul Metropolitan ce va fi pastorat de Charles Spurgeon.
În 1748, Gill a primit diploma de Doctor în Teologie din partea Universității din Aberdeen. A murit la 14 octombrie 1771.

## Opere
- Doctrina Trinității formulată și apărată (1731)
- Cauza lui Dumnezeu și a adevărului (4 părți, 1735-1738), replică la Cele cinci puncte ale lui Daniel Whitby
- Expunere a Noului Testament (3 volume, 1746-1748), care împreună cu a sa Expunere a Vechiului Testament (6 volume, 1748-1763) formează lucrarea sa capitală
- Disertație asupra vechimii limbii ebraice (1767)
- Corpus de teologie dogmatică (1767)
- Corpus de teologie practică (1770)